# 42. вечити дерби у фудбалу
42. вечити дерби у фудбалу је фудбалска утакмица одиграна у Београду 12. маја 1968. године, између Црвене звезде и Партизана. Утакмица се завршила резултатом 2 : 2 (1 : 1).